# Elizabeth Arnold Poe
A única imagem conhecida de Eliza Poe
Elizabeth Arnold Poe, conhecida como Eliza (Londres, 1787 – Richmond, Virgínia, 8 de dezembro de 1811), foi uma atriz anglo-estadounidense, filha de Henry e Elizabeth Arnold e mãe dos escritores William Henry Leonard Poe e Edgar Allan Poe e de Rosalie Poe. A sua morte influenciou enormemente a literatura dos seus dois filhos varões.

## Vida e carreira
Eliza Arnold nasceu em Londres, na primavera de 1787, filha de Henry e Elizabeth Arnold. A sua mãe trabalhou como atriz em dita cidade durante quatro anos, desde 1791 a 1795. Henry morreu em 1787 e, em novembro de 1795, a mãe e filha zarparam de Inglaterra com destino aos Estados Unidos, chegando a Boston, Massachusetts, em 3 de janeiro de 1796.
Eliza estreou nos palcos de Boston aos nove anos, só três meses após a sua chegada aos Estados Unidos. Interpretou uma personagem chamada Biddy Blair numa farsa chamada Miss in Her Teens de David Garrick, e foi elogiada pelo Portland Herald: «Miss Arnold, em Miss Biddy, excede toda o louvor... Apesar de ser uma senhorita de só nove anos, seus poderes como atriz dariam crédito a qualquer de seu sexo de uma idade mais madura». Posteriormente nesse ano a sua mãe, Elizabeth, casou-se com um músico chamado Charles Tubbs, um homem que se tinha embarcado junto às Arnold em Londres. A pequena família uniu-se a um representante artístico conhecido como "Mr. Edgar" para formar uma companhia teatral chamada os Charleston Comedians. Elizabeth morreu em algum momento em que a companhia estava a viajar por Carolina do Norte. Pouco se sabe sobre a sua morte, mas desaparece dos registo teatrais em 1798 e presume-se que tenha falecido pouco depois.
Depois da morte da sua mãe, Eliza ficou com a companhia e seguiu a tradição daquele tempo em que os atores viajavam de cidade em cidade para atuar durante vários meses, antes de alterar para outro lugar. Tanto os atores, como os teatros e audiências correspondiam-se com os diferentes níveis sociais. Uma das mais impressionantes sedes nas que atuou Eliza foi o Chestnut Street Theater (Teatro da rua Chestnut), perto do Independence Hall em Filadélfia, Pensilvânia, que alojava cerca de dois mil pessoas sentadas. No decurso da sua carreira, Eliza interpretou ao redor de 300 papéis, bem como papéis corais ou de dança, entre os quais se encontram Julieta Capuleto e Ofélia, ambos de William Shakespeare.
No verão de 1802 com a idade de quinze anos, Eliza casou-se com Charles Hopkins. Hopkins morreu três anos mais tarde em outubro de 1805, possivelmente de febre amarela, deixando a Eliza viúva aos dezoito. David Poe filho, nascido em Baltimore, viu-a atuar em Norfolk, Virgínia e decidiu unir-se à companhia, abandonando os planos familiares de que estudasse direito. Poe casou-se com Eliza só seis meses após a morte de Hopkins, em 1806.

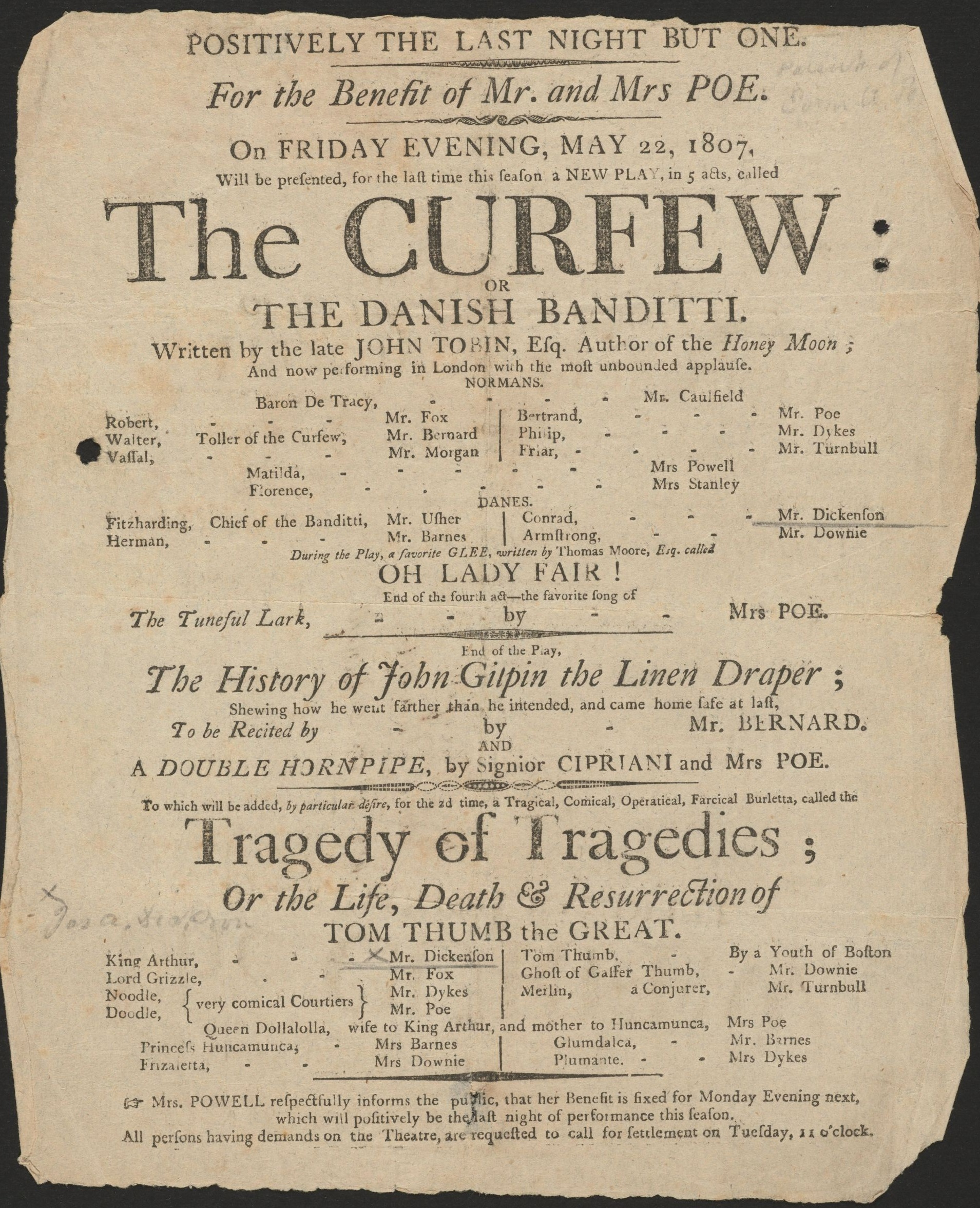
The Curfew, 27 de maio de 1807, "Para o Bem de Sr. e Srs. Poe"

O casal viajou através da Nova Inglaterra e o resto da costa nordeste do país, atuando em várias cidades, como Richmond, Filadélfia, e num teatro aberto de verão em Nova Iorque, antes de se assentar finalmente em Boston. Permaneceram ali por três temporadas consecutivas, de trinta semanas cada uma, num teatro que podia alojar cerca de mil pessoas sentadas. As resenhas da época com frequência remarcavam a «interessante figura» e «doce e melodiosa voz» de Eliza. Apesar das dificuldades desse tempo, o casal teve dois filhos: William Henry Leonard em janeiro de 1807, nove meses depois do seu casamento, Edgar em 19 de janeiro de 1807, numa pensão próxima ao parque Boston Common, próximo a sua vez ao lugar onde atuava a companhia. Eliza continuou atuando até dez dias antes do nascimento de Edgar, e poderia ter chamado o seu filho assim pelo Sr. Edgar que dirigia aos Charleston Comediantes.
A família mudou-se para Nova Iorque no verão de 1809. Eliza era com frequência louvada pelas suas habilidades atorais, enquanto David era duramente criticado a diário, possivelmente pelo seu medo de palco. David, irascível e alcoólico, abandonou os palcos e a sua família seis semanas após ter-se mudado. Conquanto desconhece-se o seu destino, há evidência que sugere que morreu em Norfolk em 11 de dezembro de 1811. Em sua ausência, Eliza deu a luz um terceiro filho, uma filha chamada Rosalie, em dezembro de 1810. Rosalie foi posteriormente descrita como «atrasada», e poderia, efectivamente, ter sofrido algum retardo mental. Eliza continuou viajando e atuando para manter os seus filhos.

## Morte

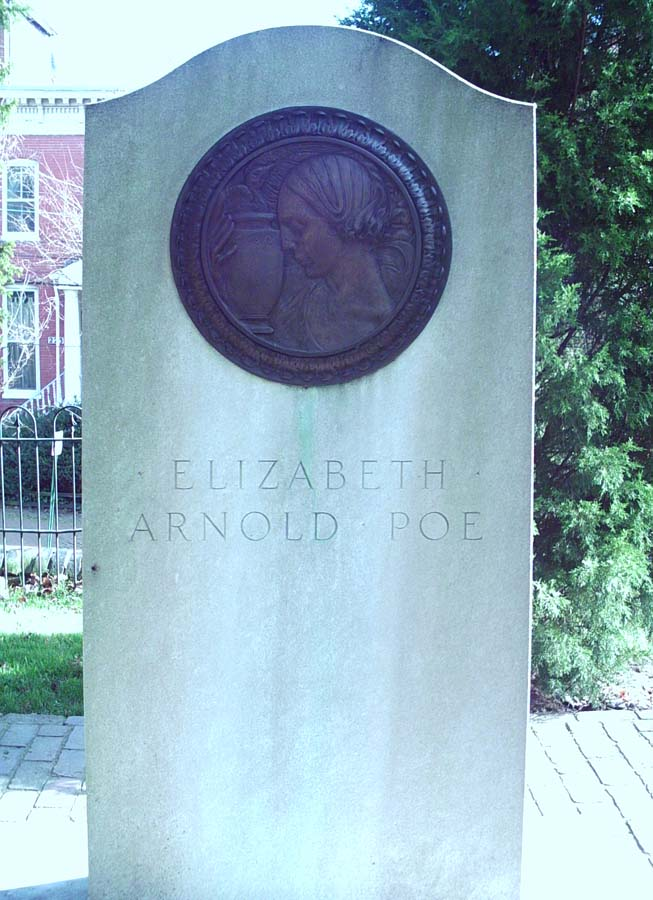
Monumento a Eliza Arnold Poe em Richmond, Virgínia.

Em 1811, enquanto esperava na pensão de Richmond em que se alojava para atuar numa função, Eliza começou a cuspir sangue. A partir desse momento começou a aparecer menos nos palcos, até que, em outubro de 1811, deixou do fazer por completo. A sua última função foi em 1 de outubro de 1811, interpretando a Condesa Wintersen, numa obra chamada The Stranger.
Luke Usher e a sua esposa, amigos e colegas de Eliza, cujo nome poderia ter inspirado o conto de Edgar A Queda da Casa de Usher, cuidaram dos meninos durante a sua doença, e outras pessoas da área de Richmond interessaram-se pela sua saúde. Em 29 de novembro desse ano, o teatro de Richmond anunciou uma função de beneficencia para ela. Uma publicação local, o Enquirer, reportou a sua necessidade de ajuda: «Esta noite, Sra. Poe, deitada no leito da doença e rodeada pelos seus filhos, pede a sua assistência e pede-a quiçá pela última vez».
Eliza finalmente morreu no domingo 8 de dezembro de 1811, pela manhã, à idade de vinte e quatro anos, rodeada pelos seus filhos. Geralmente assume-se que morreu de tuberculose. Está enterrada na igreja episcopal de San Juan, em Richmond. Conquanto não se conhece o lugar exacto, um monumento marca a área geral.
Depois da sua morte, os seus três filhos foram separados: William Henry Leonard foi viver com os seus avôs paternos em Baltimore, Edgar foi aceite por John e Frances Allan de Richmond, e Rosalie foi adoptada por William e Jane Scott Mackenzie, também de Richmond.

## Influência
A morte da sua mãe influenciou grande parte da literatura dos seus dois filhos varões, os autores William Henry Leonard Poe e Edgar Allan Poe. Os poemas de Henry geralmente possuem uma temática melancólica, desesperançada, e apresentam mulheres que morrem e abandonam os seus seres queridos, quem sonham com o seu reencontro. Num dos seus poemas, descreve o «longo... último adeus» que ela lhes deu, junto com uma mechia de cabelo para que a recordassem. Edgar, por sua vez, disse que um de seus tópicos preferidos era a morte de uma formosa mulher, ao que chama «o tema mais poético do mundo.» Este tema pode ver-se em poemas como Annabel Lee, Ulalume e The Raven, entre outros. Biógrafos e críticos têm sugerido que o uso frequente do tema da «morte de uma formosa mulher» deriva da repetida perda delas ao longo da sua vida, entre as que se inclui a sua mãe Eliza.

### Leitura complementar
- Smith, Geddeth. The Brief Career of Eliza Poe. Fairleigh Dickinson University Press: Abril de 1988.